# نعیم شاه کلاردشتی
کیا نعیم بیک کلاردشتی معروف به نعیم شاه کلاردشتی فردی از خاندان‌های محلی مازندران بود که علیه والیان نادر شاه قیام کرده و در غرب طبرستان ادعای استقلال و سلطنت کرد. از مهمترین علل شورش‌های این دوره بالا رفتن مالیات بوده‌است و نهایتاً قیام نعیم‌شاه توسط نادر سرکوب شد.